# Currie Cup Premier Division 2009
La Currie Cup Premier Division de 2009 fue la septuagésima primera edición del principal torneo de rugby provincial de Sudáfrica.
El campeón fue el equipo de Blue Bulls quienes obtuvieron su vigésimo tercer campeonato.

## Sistema de disputa
El torneo se disputó en formato liga donde cada equipo se enfrentó a los equipos restantes, luego los mejores cuatro clasificados disputaron semifinales y final.

## Clasificación
| Pos. | Equipo              | Encuentros | Encuentros | Encuentros | Encuentros | Tantos | Tantos | Tantos | PB | PB | Puntos |
| Pos. | Equipo              | PJ         | PG         | PE         | PP         | F      | C      | Dif    | BO | BD | Puntos |
| ---- | ------------------- | ---------- | ---------- | ---------- | ---------- | ------ | ------ | ------ | -- | -- | ------ |
| 1.º  | Natal Sharks        | 14         | 12         | 0          | 2          | 424    | 231    | +193   | 6  | 0  | 54     |
| 2.º  | Western Province    | 14         | 10         | 0          | 4          | 445    | 226    | +219   | 7  | 3  | 50     |
| 3.º  | Blue Bulls          | 14         | 9          | 0          | 5          | 475    | 299    | +176   | 6  | 4  | 46     |
| 4.º  | Free State Cheetahs | 14         | 8          | 0          | 6          | 485    | 280    | +205   | 6  | 2  | 40     |
| 5.º  | Griquas             | 14         | 8          | 0          | 6          | 404    | 447    | -43    | 7  | 1  | 40     |
| 6.º  | Golden Lions        | 14         | 7          | 0          | 7          | 391    | 292    | +99    | 3  | 6  | 37     |
| 7.º  | Leopards            | 14         | 1          | 0          | 13         | 258    | 582    | -324   | 1  | 1  | 6      |
| 8.º  | Boland Cavaliers    | 14         | 1          | 0          | 13         | 179    | 704    | -525   | 0  | 1  | 5      |

|  | Semifinalistas. |
|  | Promoción.      |

### Semifinales
| 17 de octubre | Natal Sharks | 21 - 23 | Free State Cheetahs | Kings Park Stadium, Durban |  |

| 17 de octubre | Western Province | 19 - 21 | Blue Bulls | Newlands Stadium, Ciudad del Cabo |  |

### Final
| 31 de octubre | Blue Bulls | 36 - 26 | Free State Cheetahs | Loftus Versfeld, Pretoria |  |

| Bandera de Sudáfrica   |
| Campeón Blue Bulls     |
| Vigésimo tercer título |

## Promoción

### Grupo 1
| 24 de octubre | Boland Cavaliers | 36 - 35 | Pumas |  |  |

| 30 de octubre | Pumas | 40 - 3 | Boland Cavaliers |  |  |

- Los Pumas ascienden para la próxima temporada.

### Grupo 2
| 24 de octubre | Leopards | 47 - 42 | SWD Eagles |  |  |

| 30 de octubre | SWD Eagles | 18 - 17 | Leopards |  |  |

- Los Leopards manutienen la categoría para la próxima temporada.